# Мошенник (фильм, 1961)
«Мошенник», также известен под названиями «Бильярдист» и «Король бильярда» (англ. The Hustler) (1961) — чёрно-белая американская спортивная мелодрама режиссёра Роберта Россена. Экранизация одноимённого романа Уолтера Тэвиса. Главные роли исполняют Пол Ньюман, Пайпер Лори и Джордж К. Скотт.
«Мошенник» получил 9 номинаций на премию «Оскар», в том числе как лучший фильм года, и одержал победу в двух из них: за лучшую операторскую работу и лучшие декорации. Современными киноведами фильм считается классикой, Американским институтом киноискусства признан одним из величайших спортивных кинофильмов в истории, заняв 6-е место в соответствующем списке. В 1997 году «Мошенник» был включён в Национальный реестр фильмов, обладающих «культурным, историческим или эстетическим» значением.
В 1986 году Мартин Скорсезе снял фильм «Цвет денег», являющийся сиквелом «Мошенника». В этой ленте постаревший ветеран бильярда Эдди Фелсон, которого вновь сыграл Пол Ньюман, становится наставником молодого и подающего большие надежды игрока в исполнении Тома Круза.

## Сюжет
Эдди Фелсон по прозвищу "Быстрый Эдди" («Fast Eddie») — молодой игрок в пул. Он путешествует по стране со своим пожилым менеджером и различными способами зарабатывает деньги на игре, артистически вовлекая простаков делать ставки. Однако его основная цель сыграть на крупную ставку. В одном из городков он встречается с мастером, «лучшим из лучших» — «Толстяком Миннесота». После 40-часового поединка Эдди теряет все свои сбережения.
Богатый и циничный Берт Гордон замечает Фелсону, что причина его проигрыша — не отсутствие таланта, а недостатки характера. При этом Гордон берёт Фелсона под свою опеку и учит, как надо побеждать, чтобы Эдди смог заработать и отыграть свои деньги в следующем турнире. За это Берт требует 75 % выигрыша себе. У Эдди нет выбора, и он соглашается на грабительские условия.
Гордон организует игру Фелсона с эксцентричным богачом Финдли. Хотя играть неожиданно приходится не в пул, а в карамболь — Эдди выигрывает, и его доля составляет 3000 долларов.
В фильме есть и любовная линия: Эдди встречается с загадочной Сарой, которая в конце фильма совершает самоубийство. Это событие ожесточает Эдди, и он с лёгкостью обыгрывает Толстяка в повторной встрече. Эдди не отдаёт долю Берту, так как обвиняет его в бездействии, приведшем к гибели Сары. Берт разрешает Эдди оставить все деньги, но с условием, что он больше никогда не будет зарабатывать деньги игрой за бильярдным столом.

## Актёрский состав
- Пол Ньюман — Эдди «Быстрый» Фелсон
- Пайпер Лори — Сара Пэккард, девушка Фелсона
- Джордж К. Скотт — Бёрт Гордон, менеджер Фелсона
- Джекки Глисон — Толстяк Миннесота, легендарный бильярдист
- Майрон Маккормик — Чарли Бёрнс, компаньон Фелсона
- Мюррей Гамильтон — Джеймс Финдли, эксцентричный богач
- Майкл Константин — Большой Джон
- Стефан Гираш — Ричи, работник бильярдной
- Блу Вашингтон — хромающий работник бильярдной (в титрах не указан)
- Клиффорд Эй Пеллоу — Турок

В эпизодической роли бармена задействован легендарный боксёр Джейк Ламотта. Мастер игры в бильярд Уилли Москони также исполняет камео-роль. В эпизодической роли без указания в титрах (прислужник бильярдной комнаты) задействован Чарльз Диркоп. Это стало его вторым появлением на экране, в дальнейшем он стал весьма известным актёром, его карьера продолжалась 58 лет, за которые он появился в почти 120 фильмах и сериалах.

## Награды и номинации
- 1961 — премия Национального совета кинокритиков США лучшему актеру (Пол Ньюман), а также включение в список десяти лучших фильмов года.
- 1962 — две премии «Оскар»: за лучшую операторскую работу (чёрно-белый фильм) (Эжен Шюфтан) и за лучшую работу художника-постановщика (чёрно-белый фильм) (Гарри Хорнер, Джин Каллахан), а также 7 номинаций: лучший фильм (Роберт Россен), лучший режиссёр (Роберт Россен), лучший адаптированный сценарий (Роберт Россен, Сидни Кэрролл), лучшая мужская роль (Пол Ньюман), лучшая женская роль (Пайпер Лори), лучшая мужская роль второго плана (Джекки Глисон и Джордж К. Скотт).
- 1962 — две премии BAFTA: лучший фильм и лучший зарубежный актёр (Пол Ньюман), а также номинация в категории «лучшая иностранная актриса» (Пайпер Лори).
- 1962 — три номинации на премию «Золотой глобус»: лучшая мужская роль — драма (Пол Ньюман), лучшая мужская роль второго плана (Джекки Глисон и Джордж К. Скотт).
- 1962 — приз лучшему актёру (Пол Ньюман) на кинофестивале в Мар-дель-Плата.
- 1962 — номинация на премию Гильдии режиссёров США за лучшую режиссёрскую работу (Роберт Россен).
- 1962 — премия Гильдии сценаристов США за лучший драматический сценарий (Роберт Россен, Сидни Кэрролл).